# Axel Emil Guldbrandsen
Axel Emil Guldbrandsen (født 26. februar 1848 i København, død 21. februar 1923) var en dansk musiker. Hans lærere var Johan Stockmarr og Vilhelm Andersen (fagot), Asger Hamerik (musikteori) og Christian Schiørring (violin). Siden sit 18. år var han en fast bestanddel af de københavnske orkestre. Han blev ansat i 1872 som fagottist i Det Kongelige Kapel, hvor han fra 1906 var 1. fagottist. Han aftrådte sin stilling i 1917.
Særlig fortjeneste havde han af sit arbejde for sangforeningslivet. Siden sin ungdom var han dirigent i 3 københavnske sangforeninger, "Odeon", "Typografernes" og "Brage", allerede i 1873 blev han underdirigent for de samlede københavnske og i 1898 overdirigent for de samlede sjællandske, og i 1906 (efter Johan Svendsens afgang) overdirigent for de centraliserede danske sangforeninger, i hvilken egenskab han i 1907 dirigerede den store sangfest i Aalborg.